# Lista walk o bokserskie mistrzostwo świata w wadze muszej
Zestawienie walk o bokserskie mistrzostwo świata wagi muszej (flyweight) zawodowców. Ujęte zostały pojedynki najważniejszych czynnych organizacji boksu zawodowego (WBO, WBA, WBC, IBF i IBO) oraz historycznych (NBA, NYSAC i IBU).

## 2010-
| data                 | miejsce                                                        | organizacja    | zwycięzca                            | pokonany                          | wynik  |
| -------------------- | -------------------------------------------------------------- | -------------- | ------------------------------------ | --------------------------------- | ------ |
| 26 kwietnia 2014     | Centro Convenciones Puerto Penasco, Meksyk                     | WBO WBA Super  | Juan Francisco Estrada · Meksyk      | Richie Mepranum · Filipiny        | TKO 10 |
| 6 kwietnia 2014      | Ota-City General Gymnasium Tokio, Japonia                      | WBC            | Akira Yaegashi · Japonia             | Odilon Zaleta · Meksyk            | KO 9   |
| 21 marca 2014        | Villa La Ñata Sporting Club Benavídez, Argentyna               | WBA            | Juan Carlos Reveco · Argentyna       | Manuel Vides · Panama             | KO 2   |
| 15 marca 2014        | Durban International Convention Centre Durban, RPA             | IBO            | Moruti Mthalane · Południowa Afryka  | Jether Oliva · Meksyk             | SD 12  |
| 4 marca 2014         | Suranaree Army Camp Stadium Nakhon Ratchasima, Tajlandia       | WBA            | Yodmongkol Vor Saengthep · Tajlandia | Takuya Kogawa · Japonia           | MD 12  |
| 22 stycznia 2014     | Liptapanlop Hall Nakhon Ratchasima, Tajlandia                  | IBF            | Amnat Ruenroeng · Tajlandia          | Rocky Fuentes · Filipiny          | UD 12  |
| 6 grudnia 2013       | Kokugikan Tokio, Japonia                                       | WBC            | Akira Yaegashi · Japonia             | Édgar Sosa · Meksyk               | UD 12  |
| 29 listopada 2013    | City Hall Ground Chonburi, Tajlandia                           | WBA            | Yodmongkol Vor Saengthep · Tajlandia | Koki Eto · Japonia                | TKO 12 |
| 12 października 2013 | Polideportivo Gustavo Toro Rodriguez San Martin, Argentyna     | WBA            | Juan Carlos Reveco · Argentyna       | Ricardo Núñez · Panama            | TD 8   |
| 12 sierpnia 2013     | Ota-City General Gymnasium Tokio, Japonia                      | WBC            | Akira Yaegashi · Japonia             | Oscar Blanquet · Meksyk           | UD 12  |
| 1 sierpnia 2013      | Bangkok, Tajlandia                                             | WBA            | Koki Eto · Japonia                   | Kompayak Porpramook · Tajlandia   | UD 12  |
| 27 lipca 2013        | Cotai Arena Makau, Makau                                       | WBO WBA Super  | Juan Francisco Estrada · Meksyk      | Milan Melindo · Filipiny          | UD 12  |
| 22 czerwca 2013      | Estadio Deportistas Alvearenses General Alvear, Argentyna      | WBA            | Juan Carlos Reveco · Argentyna       | Ulises Lara · Meksyk              | TKO 8  |
| 26 kwietnia 2013     | Khon Kaen, Tajlandia                                           | WBA            | Kompayak Porpramook · Tajlandia      | Jean Piero Perez · Wenezuela      | TKO 6  |
| 8 kwietnia 2013      | Kokugikan Tokio, Japonia                                       | WBC            | Akira Yaegashi · Japonia             | Toshiyuki Igarashi · Japonia      | UD 12  |
| 6 kwietnia 2013      | Cotai Arena Makau, Makau                                       | WBO WBA Super  | Juan Francisco Estrada · Meksyk      | Brian Viloria · Stany Zjednoczone | SD 12  |
| 27 lutego 2013       | Todoroki Arena Kawasaki, Japonia                               | WBA            | Juan Carlos Reveco · Argentyna       | Masayuki Kuroda · Japonia         | UD 12  |
| 17 listopada 2012    | Sports Arena Los Angeles, Stany Zjednoczone                    | WBO WBA Super  | Brian Viloria · Stany Zjednoczone    | Hernán Márquez · Meksyk           | TKO 10 |
| 10 listopada 2012    | Polideportivo Municipal Malargüe, Argentyna                    | WBA Tymczasowy | Juan Carlos Reveco · Argentyna       | Julian Rivera · Meksyk            | UD 12  |
| 3 listopada 2012     | Xebio Arena Sendai, Japonia                                    | WBC            | Toshiyuki Igarashi · Japonia         | Nestor Daniel Narvaes · Argentyna | MD 12  |
| 1 września 2012      | Arena Roberto Duran Panama, Panama                             | IBF            | Moruti Mthalane · Południowa Afryka  | Ricardo Núñez · Panama            | TKO 8  |
| 16 lipca 2012        | Winghat Kasukabe, Japonia                                      | WBC            | Toshiyuki Igarashi · Japonia         | Sonny Boy Jaro · Filipiny         | SD 12  |
| 13 maja 2012         | Yñares Sports Arena Pasig City, Filipiny                       | WBO            | Brian Viloria · Stany Zjednoczone    | Omar Niño Romero · Meksyk         | TKO 9  |
| 11 maja 2012         | Super Domo Orfeo Cordoba, Argentyna                            | WBA Tymczasowy | Juan Carlos Reveco · Argentyna       | Karim Guerfi · Francja            | UD 12  |
| 2 marca 2012         | Chonburi, Tajlandia                                            | WBC            | Sonny Boy Jaro · Filipiny            | Pongsaklek Wonjongkam · Tajlandia | TKO 6  |
| 23 grudnia 2011      | 11th Inf Reg Bangkok, Tajlandia                                | WBC            | Pongsaklek Wonjongkam · Tajlandia    | Hirofumi Mukai · Japonia          | TD 1   |
| 11 grudnia 2011      | Yñares Sports Arena Pasig City, Filipiny                       | WBO            | Brian Viloria · Stany Zjednoczone    | Giovani Segura · Meksyk           | TKO 8  |
| 29 października 2011 | Centro de Usos Multiples Hermosillo, Meksyk                    | WBA            | Hernán Márquez · Meksyk              | Luis Concepción · Panama          | TKO 1  |
| 28 października 2011 | Pala Rockfeller Cagliari, Włochy                               | IBF            | Moruti Mthalane · Południowa Afryka  | Andrea Sarritzu · Włochy          | TKO 7  |
| 21 października 2011 | 11th Inf Reg Bangkok, Tajlandia                                | WBC            | Pongsaklek Wonjongkam · Tajlandia    | Edgar Sosa · Meksyk               | UD 12  |
| 16 lipca 2011        | Blaisdell Center Honolulu, USA                                 | WBO            | Brian Viloria · Stany Zjednoczone    | Julio César Miranda · Meksyk      | UD 12  |
| 2 lipca 2011         | Centro de Usos Multiples Hermosillo, Meksyk                    | WBA            | Hernán Márquez · Meksyk              | Edrin Dapudong · Filipiny         | TKO 3  |
| 1 lipca 2011         | Hat Yai, Tajlandia                                             | WBC            | Pongsaklek Wonjongkam · Tajlandia    | Takuya Kogawa · Japonia           | UD 12  |
| 10 czerwca 2011      | Polideportivo Vicente Polimeni Las Heras, Argentyna            | WBA Tymczasowy | Juan Carlos Reveco · Argentyna       | Jean Piero Perez · Wenezuela      | KO 2   |
| 2 kwietnia 2011      | Arena Roberto Duran Panama, Panama                             | WBA            | Hernán Márquez · Meksyk              | Luis Concepción · Panama          | TKO 11 |
| 26 marca 2011        | Nasrec Indoor Arena Johannesburg, Republika Południowej Afryki | IBF            | Moruti Mthalane · Południowa Afryka  | John Riel Casimero · Filipiny     | TKO 5  |
| 26 lutego 2011       | Explanada Estadio Corregidora Queretaro, Meksyk                | WBO            | Julio César Miranda · Meksyk         | Ardin Diale · Filipiny            | TKO 4  |
| 29 stycznia 2011     | Arena Coliseo Gudalajara, Meksyk                               | WBA Tymczasowy | Jean Piero Perez · Wenezuela         | Jesus Jimenez · Meksyk            | UD 12  |
| 26 grudnia 2010      | Super Arena Saitama, Japonia                                   | WBA            | Daiki Kameda · Japonia               | Silvio Olteanu · Rumunia          | SD 12  |
| 16 października 2010 | Estadio de Beisbol Monterrey, Meksyk                           | WBO            | Julio César Miranda · Meksyk         | Michael Arango · Kolumbia         | TKO 2  |
| 8 października 2010  | Mueang Noi, Tajlandia                                          | WBC            | Pongsaklek Wonjongkam · Tajlandia    | Suriyan Sor Rungvisai · Tajlandia | UD 12  |
| 2 października 2010  | Arena Roberto Duran Panama, Panama                             | WBA Tymczasowy | Luis Concepción · Panama             | Denkaosan Kaovichit · Tajlandia   | TKO 1  |
| 25 września 2010     | Tokyo Big Sight Tokio, Japonia                                 | WBA            | Daiki Kameda · Japonia               | Takefumi Sakata · Japonia         | UD 12  |
| 4 września 2010      | Arena Solidaridad Monterrey, Meksyk                            | WBO            | Julio César Miranda · Meksyk         | Ronald Ramos · Kolumbia           | RTD 8  |
| 1 września 2010      | Carnival City Brakpan, Republika Południowej Afryki            | IBF            | Moruti Mthalane · Południowa Afryka  | Zolani Tete · Południowa Afryka   | TKO 5  |
| 12 czerwca 2010      | Centro de Convenciones Puebla, Meksyk                          | WBO            | Julio César Miranda · Meksyk         | Richie Mepranum · Filipiny        | TKO 5  |
| 22 kwietnia 2010     | Arena Roberto Duran Panama, Panama                             | WBA Tymczasowy | Luis Concepción · Panama             | Eric Ortiz · Meksyk               | TKO 4  |
| 27 marca 2010        | Ariake Colosseum Tokio, Japonia                                | WBC            | Pongsaklek Wonjongkam · Tajlandia    | Kōki Kameda · Japonia             | MD 12  |
| 7 lutego 2010        | World Memorial Hall Kobe, Japonia                              | WBA            | Daiki Kameda · Japonia               | Denkaosan Kaovichit · Tajlandia   | UD 12  |

## 2000-2009
| data                 | miejsce                                                  | organizacja    | zwycięzca                                               | pokonany                                                | wynik        |
| -------------------- | -------------------------------------------------------- | -------------- | ------------------------------------------------------- | ------------------------------------------------------- | ------------ |
| 29 listopada 2009    | Super Arena Saitama, Japonia                             | WBC            | Kōki Kameda · Japonia                                   | Daisuke Naitō · Japonia                                 | UD 12        |
| 27 listopada 2009    | Arena Roberto Duran Panama, Panama                       | WBA Tymczasowy | Luis Concepción · Panama                                | Roberto Carlos Leyva · Meksyk                           | KO 4         |
| 20 listopada 2009    | Wembley Arena Johannesburg, Republika Południowej Afryki | IBF            | Moruti Mthalane · Południowa Afryka                     | Julio César Miranda · Meksyk                            | UD 12        |
| 6 października 2009  | Central Gym Osaka, Japonia                               | WBA            | Denkaosan Kaovichit · Tajlandia                         | Daiki Kameda · Japonia                                  | MD 12        |
| 18 września 2009     | Coliseo Dolores "Toyita" Melendez Juana Diaz, Portoryko  | IBO            | Cesar Seda · Portoryko                                  | Omar Soto · Meksyk                                      | TKO 8        |
| 5 września 2009      | Arena Roberto Duran Panama, Panama                       | WBA Tymczasowy | Luis Concepción · Panama                                | Omar Salada · Meksyk                                    | TKO 12       |
| 28 sierpnia 2009     | Chiang Mai, Tajlandia                                    | WBC Tymczasowy | Pongsaklek Wonjongkam · Tajlandia                       | Takahisa Masuda · Japonia                               | TKO 6        |
| 26 czerwca 2009      | Estadio Luna Park Buenos Aires, Argentyna                | WBO            | Omar Andrés Narváez · Argentyna                         | Omar Soto · Meksyk                                      | TKO 11       |
| 26 maja 2009         | Central Stadium Uttaradit, Tajlandia                     | WBA            | Denkaosan Kaovichit · Tajlandia                         | Hiroyuki Hisataka · Japonia                             | SD 12        |
| 26 maja 2009         | Differ Ariake Tokio, Japonia                             | WBC            | Daisuke Naitō · Japonia                                 | Xiong Zhaozhong · Chiny                                 | UD 12        |
| 24 kwietnia 2009     | Chachoengsao, Tajlandia                                  | WBC Tymczasowy | Pongsaklek Wonjongkam · Japonia                         | Julio César Miranda · Meksyk                            | UD 12        |
| 19 kwietnia 2009     | Araneta Coliseum Manila, Filipiny                        | IBF / IBO      | Nonito Donaire · Filipiny                               | Raul Martinez · Stany Zjednoczone                       | TKO 4        |
| 7 lutego 2009        | Nuevo Palacio Aurinegro Puerto Madryn, Argentyna         | WBO            | Omar Andrés Narváez · Argentyna                         | Rayonta Whitfield · Stany Zjednoczone                   | TKO 10       |
| 31 grudnia 2008      | Sun Plaza Hall Hiroszima, Japonia                        | WBA            | Denkaosan Kaovichit · Tajlandia                         | Takefumi Sakata · Japonia                               | KO 2         |
| 23 grudnia 2008      | Kokugikan Tokio, Japonia                                 | WBC            | Daisuke Naitō · Japonia                                 | Shingo Yamaguchi · Japonia                              | TKO 11       |
| 1 listopada 2008     | Mandalay Bay Resort & Casino Las Vegas, USA              | IBF / IBO      | Nonito Donaire · Filipiny                               | Moruti Mthalane · Południowa Afryka                     | TKO 6        |
| 20 września 2008     | Nuevo Palacio Aurinegro Puerto Madryn, Argentyna         | WBO            | Omar Andrés Narváez · Argentyna                         | Alejandro Hernandez · Meksyk                            | UD 12        |
| 30 lipca 2008        | Yoyogi First Gym Tokio, Japonia                          | WBA            | Takefumi Sakata · Japonia                               | Hiroyuki Hisataka · Japonia                             | UD 12        |
| 30 lipca 2008        | Yoyogi First Gym Tokio, Japonia                          | WBC            | Daisuke Naitō · Japonia                                 | Tomonobu Shimizu · Japonia                              | KO 10        |
| 9 maja 2008          | Pabellon Central Vigo, Hiszpania                         | WBO            | Omar Andrés Narváez · Argentyna                         | Ivan Pozo · Hiszpania                                   | RTD 7        |
| 29 marca 2008        | Makuhari Messe Chiba, Japonia                            | WBA            | Takefumi Sakata · Japonia                               | Shingo Yamaguchi · Japonia                              | UD 12        |
| 8 marca 2008         | Kokugikan Tokio, Japonia                                 | WBC            | Daisuke Naitō Japonia - Pongsaklek Wonjongkam Tajlandia | Daisuke Naitō Japonia - Pongsaklek Wonjongkam Tajlandia | PTS 12 remis |
| 25 stycznia 2008     | Nuevo Palacio Aurinegro Puerto Madryn, Argentyna         | WBO            | Omar Andrés Narváez · Argentyna                         | Carlos Tamara · Kolumbia                                | UD 12        |
| 1 grudnia 2007       | Foxwoods Resort Las Vegas, USA                           | IBF / IBO      | Nonito Donaire · Filipiny                               | Luis Maldonado · Meksyk                                 | TKO 8        |
| 4 listopada 2007     | Super Arena Saitama, Japonia                             | WBA            | Takefumi Sakata Japonia - Denkaosan Kaovichit Tajlandia | Takefumi Sakata Japonia - Denkaosan Kaovichit Tajlandia | PTS 12       |
| 11 października 2007 | Ariake Colosseum Tokio, Japonia                          | WBC            | Daisuke Naitō · Japonia                                 | Daiki Kameda · Japonia                                  | UD 12        |
| 14 września 2007     | Gimnasio Municipal Nr 1 Trelew, Argentyna                | WBO            | Omar Andrés Narváez · Argentyna                         | Marlon Marquez · Nikaragua                              | TKO 4        |
| 18 lipca 2007        | Korakuen Hall Tokio, Japonia                             | WBC            | Daisuke Naitō · Japonia                                 | Pongsaklek Wonjongkam · Tajlandia                       | UD 12        |
| 7 lipca 2007         | Harbour Yard Arena Bridgeport, USA                       | IBF / IBO      | Nonito Donaire · Filipiny                               | Wachtang Darczinjan · Armenia                           | TKO 5        |
| 1 lipca 2007         | Ariake Colosseum Tokio, Japonia                          | WBA            | Takefumi Sakata · Japonia                               | Roberto Vasquez · Panama                                | UD 12        |
| 6 kwietnia 2007      | Tabkwang Stadium Sara Buri, Tajlandia                    | WBC            | Pongsaklek Wonjongkam · Tajlandia                       | Tomonobu Shimizu · Japonia                              | RTD 7        |
| 19 marca 2007        | Korakuen Hall Tokio, Japonia                             | WBA            | Takefumi Sakata · Japonia                               | Lorenzo Parra · Wenezuela                               | TKO 3        |
| 10 marca 2007        | La Palestre Le Cannet, Francja                           | WBO            | Omar Andrés Narváez · Argentyna                         | Brahim Asloum · Francja                                 | UD 12        |
| 3 marca 2007         | Home Depot Center Carson, USA                            | IBF / IBO      | Wachtang Darczinjan · Armenia                           | Jose Victor Burgos · Meksyk                             | TKO 12       |
| 2 grudnia 2006       | Palais Omnisports Paris Bercy Paryż, Francja             | WBA Tymczasowy | Roberto Vasquez · Panama                                | Takefumi Sakata · Japonia                               | SD 12        |
| 17 listopada 2006    | Suranaree Stadium Nakhon Ratchasima, Tajlandia           | WBC            | Pongsaklek Wonjongkam · Tajlandia                       | Monelisi Myekeni · Południowa Afryka                    | UD 12        |
| 14 października 2006 | Estadio Luna Park Buenos Aires, Argentyna                | WBO            | Omar Andrés Narváez · Argentyna                         | Walberto Ramos · Kolumbia                               | UD 12        |
| 7 października 2006  | Mandalay Bay Resort & Casino Las Vegas, USA              | IBF / IBO      | Wachtang Darczinjan · Armenia                           | Glenn Donaire · Filipiny                                | TD 6         |
| 5 sierpnia 2006      | Super Domo Orfeo Cordoba, Argentyna                      | WBO            | Omar Andrés Narváez · Argentyna                         | Rexon Flores · Filipiny                                 | UD 12        |
| 30 czerwca 2006      | Siam Paragon Center Bangkok, Tajlandia                   | WBC            | Pongsaklek Wonjongkam · Tajlandia                       | Everardo Morales · Meksyk                               | TKO 4        |
| 3 czerwca 2006       | Thomas & Mack Center Las Vegas. USA                      | IBF / IBO      | Wachtang Darczinjan · Armenia                           | Luis Maldonado · Meksyk                                 | TKO 8        |
| 1 maja 2006          | 11th Inf Reg Bangkok, Tajlandia                          | WBC            | Pongsaklek Wonjongkam · Tajlandia                       | Daigo Nakahiro · Japonia                                | UD 12        |
| 8 kwietnia 2006      | Thomas & Mack Center Las Vegas, USA                      | WBC Tymczasowy | Jorge Arce · Meksyk                                     | Rosendo Alvarez · Nikaragua                             | KO 6         |
| 3 marca 2006         | Chumash Casino Santa Ynez, USA                           | IBF / IBO      | Wachtang Darczinjan · Armenia                           | Diosdado Gabi · Filipiny                                | TKO 8        |
| 16 lutego 2006       | Chainart, Tajlandia                                      | WBC            | Pongsaklek Wonjongkam · Tajlandia                       | Gilberto Keb Baas · Meksyk                              | UD 12        |
| 28 stycznia 2006     | Plaza de Toros Cancun, Meksyk                            | WBC Tymczasowy | Jorge Arce · Meksyk                                     | Adonis Rivas · Nikaragua                                | RTD 6        |
| 16 grudnia 2005      | Arena Monterrey Monterrey, Meksyk                        | WBC Tymczasowy | Jorge Arce · Meksyk                                     | Adonis Rivas · Nikaragua                                | TKO 10       |
| 5 grudnia 2005       | Palais Omnisports Bercy, Francja                         | WBO            | Omar Andrés Narváez · Argentyna                         | Bernard Inom · Francja                                  | TKO 11       |
| 5 grudnia 2005       | Palais Omnisports Bercy, Francja                         | WBA            | Lorenzo Parra · Wenezuela                               | Brahim Asloum · Francja                                 | UD 12        |
| 10 października 2005 | Korakuen Hall Tokio, Japonia                             | WBC            | Pongsaklek Wonjongkam · Tajlandia                       | Daisuke Naitō · Japonia                                 | TD 7         |
| 8 października 2005  | Thomas & Mack Center Las Vegas, USA                      | WBC Tymczasowy | Jorge Arce · Meksyk                                     | Hussein Hussein · Australia                             | TKO 2        |
| 19 września 2005     | Korakuen Hall Tokio, Japonia                             | WBA            | Lorenzo Parra · Wenezuela                               | Takefumi Sakata · Japonia                               | MD 12        |
| 24 sierpnia 2005     | Entertainment Centre Sydney, Australia                   | IBF / IBO      | Wachtang Darczinjan · Armenia                           | Jair Jimenez · Kolumbia                                 | TKO 5        |
| 30 lipca 2005        | Estadio Arturo C. Nahl La Paz, Meksyk                    | WBC Tymczasowy | Jorge Arce · Meksyk                                     | Angel Antonio Priolo · Kolumbia                         | TKO 3        |
| 27 marca 2005        | State Sports Centre Sydney, Australia                    | IBF / IBO      | Wachtang Darczinjan · Armenia                           | Mzukisi Sikali · Południowa Afryka                      | TKO 8        |
| 29 stycznia 2005     | Prefectural Gymnasium Osaka, Japonia                     | WBC            | Pongsaklek Wonjongkam · Tajlandia                       | Noriyuki Komatsu · Japonia                              | TKO 5        |
| 3 stycznia 2005      | Ariake Colosseum Tokio, Japonia                          | WBA            | Lorenzo Parra · Wenezuela                               | Trash Nakanuma · Japonia                                | UD 12        |
| 16 grudnia 2004      | Seminole Hard Rock Hotel and Casino Hollywood, USA       | IBF            | Wachtang Darczinjan · Armenia                           | Irene Pacheco · Kolumbia                                | TKO 11       |
| 9 września 2004      | Changchung Gymnasium Seul, Południowa Korea              | WBA            | Lorenzo Parra · Wenezuela                               | Choi Yo-sam · Korea Południowa                          | UD 12        |
| 4 września 2004      | Carnival City Brakpan, Republika Południowej Afryki      | IBO            | Mzukisi Sikali · Południowa Afryka                      | Monelisi Myekeni · brak flagi                           | UD 12        |
| 15 lipca 2004        | Khon Kaen, Tajlandia                                     | WBC            | Pongsaklek Wonjongkam · Tajlandia                       | Luis Angel Martinez · Meksyk                            | TKO 5        |
| 4 czerwca 2004       | Ariake Colosseum Tokio, Japonia                          | WBA            | Lorenzo Parra · Wenezuela                               | Takefumi Sakata · Japonia                               | MD 12        |
| 6 marca 2004         | Estadio Luna Park Buenos Aires, Argentyna                | WBO            | Omar Andrés Narváez · Argentyna                         | Reginaldo Martins Carvalho · Brazylia                   | TKO 3        |
| 3 stycznia 2004      | Pacifico Jokohama, Japonia                               | WBC            | Pongsaklek Wonjongkam · Tajlandia                       | Trash Nakanuma · Japonia                                | UD 12        |
| 6 grudnia 2003       | Coliseo Ruben Rodriguez Bayamon, Portoryko               | WBA            | Lorenzo Parra · Wenezuela                               | Eric Morel · Portoryko                                  | UD 12        |
| 14 listopada 2003    | Palais Marcel Cerdan Levallois-Perret, Francja           | WBO            | Omar Andrés Narváez · Argentyna                         | Aleksander Machmutow · Rosja                            | RTD 10       |
| 14 listopada 2003    | Lumpinee Boxing Stadium Bangkok, Tajlandia               | WBC            | Pongsaklek Wonjongkam · Tajlandia                       | Hussein Hussein · Australia                             | UD 12        |
| 3 października 2003  | Carnival City Brakpan, Republika Południowej Afryki      | IBO            | Mzukisi Sikali · Południowa Afryka                      | Masibulele Makepula · Południowa Afryka                 | TKO 4        |
| 27 września 2003     | Salon Jumbo del Country Club Barranquilla, Kolumbia      | IBF            | Irene Pacheco · Kolumbia                                | Damaen Kelly · Wielka Brytania                          | TKO 7        |
| 9 sierpnia 2003      | Villasimius Cagliari                                     | WBO            | Omar Andrés Narváez Argentyna - Andrea Sarritzu Włochy  | Omar Andrés Narváez Argentyna - Andrea Sarritzu Włochy  | SD 12 remis  |
| 28 czerwca 2003      | Coliseo Ruben Rodriguez Bayamon, Portoryko               | WBA            | Eric Morel · Portoryko                                  | Isidro Garcia · Meksyk                                  | UD 12        |
| 7 czerwca 2003       | Estadio Luna Park Buenos Aires, Argentyna                | WBO            | Omar Andrés Narváez · Argentyna                         | Everardo Morales · Meksyk                               | TKO 5        |
| 5 czerwca 2003       | Songkhla, Tajlandia                                      | WBC            | Pongsaklek Wonjongkam · Tajlandia                       | Randy Mangubat · Filipiny                               | UD 12        |
| 14 grudnia 2002      | Palazzetto dello Sport Quartu Sant'Elena, Włochy         | WBO            | Omar Andrés Narváez · Argentyna                         | Andrea Sarritzu · Włochy                                | SD 12        |
| 29 listopada 2002    | El Paso Convention Center El Paso, USA                   | IBF            | Irene Pacheco · Kolumbia                                | Alejandro Montiel · Meksyk                              | UD 12        |
| 26 listopada 2002    | Central Gym Osaka, Japonia                               | WBC            | Pongsaklek Wonjongkam · Tajlandia                       | Hidenobu Honda · Japonia                                | UD 12        |
| 12 października 2002 | Arrowhead Pond Anaheim, USA                              | WBA            | Eric Morel · Portoryko                                  | Denkaosan Kaovichit · Tajlandia                         | TKO 11       |
| 14 września 2002     | Carnival City Brakpan, Republika Południowej Afryki      | IBO            | Mzukisi Sikali · Południowa Afryka                      | Masibulele Makepula · Południowa Afryka                 | MD 12        |
| 13 września 2002     | Gimnasio Municipal Nr 1 Trelew, Argentyna                | WBO            | Omar Andrés Narváez · Argentyna                         | Luis Alberto Lazarte · Argentyna                        | DQ 10        |
| 6 września 2002      | Future Park Plaza Rangsit, Tajlandia                     | WBC            | Pongsaklek Wonjongkam · Tajlandia                       | Jesus Martinez · Meksyk                                 | UD 12        |
| 13 lipca 2002        | Estadio Luna Park Buenos Aires, Argentyna                | WBO            | Omar Andrés Narváez · Argentyna                         | Adonis Rivas · Nikaragua                                | UD 12        |
| 4 maja 2002          | Estadio Nacional Managua, Nicaragua                      | WBO            | Adonis Rivas · Nikaragua                                | Jair Jimenez · Kolumbia                                 | MD 12        |
| 19 kwietnia 2002     | Khon Kaen, Tajlandia                                     | WBC            | Pongsaklek Wonjongkam · Tajlandia                       | Daisuke Naitō · Japonia                                 | KO 1         |
| 26 stycznia 2002     | York Hall Londyn, Wielka Brytania                        | IBO            | Masibulele Makepula · Południowa Afryka                 | Melvin Magramo · Filipiny                               | TKO 9        |
| 6 grudnia 2001       | Jomtien Hotel Pattaya, Tajlandia                         | WBC            | Pongsaklek Wonjongkam · Tajlandia                       | Luis Alberto Lazarte · Argentyna                        | TKO 2        |
| 9 listopada 2001     | Sunset Stadtion San Antonio, USA                         | IBF            | Irene Pacheco · Kolumbia                                | Mike Trejo · Stany Zjednoczone                          | TKO 4        |
| 26 października 2001 | Indoor Basketball Gymnasium Hat Yai, Tajlandia           | WBC            | Pongsaklek Wonjongkam · Tajlandia                       | Alex Baba · Ghana                                       | TD 8         |
| 8 września 2001      | Lawlor Events Center Reno, USA                           | WBO            | Fernando Montiel · Meksyk                               | Jose Lopez · Portoryko                                  | UD 12        |
| 15 lipca 2001        | Aichi Budokan Nagoya, Japonia                            | WBC            | Pongsaklek Wonjongkam · Tajlandia                       | Hayato Asai · Japonia                                   | TKO 5        |
| 8 czerwca 2001       | Ho-Chunk Casino Baraboo, USA                             | WBA            | Eric Morel · Portoryko                                  | Jose De Jesus Lopez · Wenezuela                         | RTD 8        |
| 25 maja 2001         | Discoteca El Alebrije Acapulco, Meksyk                   | WBO            | Fernando Montiel · Meksyk                               | Juan Domingo Cordoba · Argentyna                        | KO 1         |
| 24 marca 2001        | Rudi Sedlmayer Halle Monachium, Niemcy                   | WBO            | Fernando Montiel · Meksyk                               | Zoltan Lunka · Niemcy                                   | TKO 7        |
| 2 marca 2001         | Phichit, Tajlandia                                       | WBC            | Pongsaklek Wonjongkam · Tajlandia                       | Malcolm Tunacao · Filipiny                              | TKO 1        |
| 17 lutego 2001       | York Hall Londyn, Wielka Brytania                        | IBO            | Damaen Kelly · Wielka Brytania                          | Paulino Villalobos · Meksyk                             | UD 12        |
| 15 grudnia 2000      | Centro de Espectaculos Modelo Ciudad Obregon, Meksyk     | WBO            | Fernando Montiel · Meksyk                               | Isidro Garcia · Meksyk                                  | TKO 7        |
| 15 grudnia 2000      | Alliant Energy Center Madison, USA                       | WBA            | Eric Morel · Portoryko                                  | Gilberto Keb Baas · Meksyk                              | UD 12        |
| 10 listopada 2000    | Mandalay Bay Resort & Casino Las Vegas, USA              | IBF            | Irene Pacheco · Kolumbia                                | Masibulele Makepula · Południowa Afryka                 | MD 12        |
| 7 października 2000  | MGM Grand Las Vegas, USA                                 | WBA            | Eric Morel · Portoryko                                  | Alberto Ontiveros · Meksyk                              | UD 12        |
| 30 września 2000     | Bushfield Leisure Centre Peterborough, Wielka Brytania   | IBO            | Damaen Kelly · Wielka Brytania                          | Zolile Mbityi · Południowa Afryka                       | MD 12        |
| 20 sierpnia 2000     | Kokugikan Tokio, Japonia                                 | WBC            | Malcolm Tunacao Filipiny - Celes Kobayashi Japonia      | Malcolm Tunacao Filipiny - Celes Kobayashi Japonia      | SD 12 remis  |
| 19 sierpnia 2000     | Polideportivo Carlos Cerutti Cordoba, Argentyna          | WBO            | Isidro Garcia · Meksyk                                  | Jose Rafael Sosa · Argentyna                            | TKO 6        |
| 5 sierpnia 2000      | Alliant Energy Center Madison, USA                       | WBA            | Eric Morel · Portoryko                                  | Sornpichai Kratingdaenggym · Tajlandia                  | UD 12        |
| 19 maja 2000         | Srimnang Outdoor Arena Udon Thani, Tajlandia             | WBC            | Malcolm Tunacao · Filipiny                              | Medgoen Singsurat · Tajlandia                           | TKO 7        |
| 13 kwietnia 2000     | New Connaught Rooms Londyn, Wielka Brytania              | IBO            | Zolile Mbityi · Południowa Afryka                       | Sandro Orlando Oviedo · Hiszpania                       | PTS 12       |
| 8 kwietnia 2000      | Municipal Stadium Kalasin, Tajlandia                     | WBA            | Sornpichai Kratingdaenggym · Tajlandia                  | Gilberto Gonzalez · Wenezuela                           | TKO 5        |
| 25 lutego 2000       | Mahachai Villa Arena Samut Sakhon, Tajlandia             | WBC            | Medgoen Singsurat · Tajlandia                           | Masaki Kawabata · Japonia                               | UD 12        |
| 14 stycznia 2000     | Don Haskins Convention Center El Paso, USA               | IBF            | Irene Pacheco · Kolumbia                                | Pedro Pena · Stany Zjednoczone                          | KO 11        |

## 1990-1999
| data                 | miejsce                                                    | organizacja    | zwycięzca                                         | pokonany                                          | wynik        |
| -------------------- | ---------------------------------------------------------- | -------------- | ------------------------------------------------- | ------------------------------------------------- | ------------ |
| 18 grudnia 1999      | Fantasy Springs Casino Indio, USA                          | WBO            | Isidrio Garcia · Meksyk                           | Jose Lopez · Portoryko                            | UD 12        |
| 22 października 1999 | Hala na Bemowie Warszawa, Polska                           | IBO            | Zolile Mbityi · Południowa Afryka                 | Dimitar Alipiew · Bułgaria                        | UD 12        |
| 3 września 1999      | Mukdahan Grand Hotel Arena Mukdahan, Tajlandia             | WBA            | Sornpichai Kratingdaenggym · Tajlandia            | Leo Gamez · Wenezuela                             | KO 8         |
| 4 czerwca 1999       | Polideportivo Ciudard Jardin Malaga, Hiszpania             | WBO            | Jose Lopez Bueno · Hiszpania                      | Igor Gierasimow · Rosja                           | TKO 7        |
| 23 kwietnia 1999     | Pabellon Principe Felipe Zaragoza, Hiszpania               | WBO            | Jose Lopez Bueno · Hiszpania                      | Ruben Sanchez Leon · Meksyk                       | TKO 3        |
| 13 marca 1999        | Madison Square Garden Nowy Jork, USA                       | WBA            | Leo Gamez · Wenezuela                             | Hugo Rafael Soto · Argentyna                      | KO 3         |
| 18 grudnia 1998      | Cagliari, Włochy                                           | WBO            | Ruben Sanchez Leon · Meksyk                       | Salvatore Fanni · Włochy                          | UD 12        |
| 3 października 1998  | Caracas, Wenezuela                                         | WBA Tymczasowy | Mauricio Pastrana · Kolumbia                      | Jose Bonilla · Wenezuela                          | UD 12        |
| 14 sierpnia 1998     | Auditorio del Estado Mexicali, Meksyk                      | WBO            | Ruben Sanchez Leon · Meksyk                       | Carlos Salazar · Argentyna                        | TKO 8        |
| 29 maja 1998         | Las Vegas Hilton Las Vegas, USA                            | WBA            | Hugo Rafael Soto · Argentyna                      | Jose Bonilla · Wenezuela                          | SD 12        |
| 21 marca 1998        | Club Accion Presidencia Roque Saenz Pena, Argentyna        | WBO            | Carlos Salazar · Argentyna                        | Jose Lopez · Portoryko                            | UD 12        |
| 13 lutego 1998       | Edmonton, Kanada                                           | IBO            | Scotty Olson · Kanada                             | Luis Abelardo Briones · Chile                     | KO 3         |
| 22 listopada 1997    | Castle Hall Osaka, Japonia                                 | WBA            | Jose Bonilla · Wenezuela                          | Keiji Yamaguchi · Japonia                         | TKO 6        |
| 10 października 1997 | Club Regatas de Resistencia Resistencia, Argentyna         | WBO            | Carlos Salazar · Argentyna                        | Everardo Morales · Meksyk                         | UD 12        |
| 15 września 1997     | Convention Centre Edmonton, Kanada                         | IBO            | Scotty Olson · Kanada                             | Jack Russell · Australia                          | TKO 6        |
| 23 sierpnia 1997     | Polideportivo Felix Velasquez Cumana, Wenezuela            | WBA            | Jose Bonilla · Wenezuela                          | Evangelio Perez · Panama                          | UD 12        |
| 19 lipca 1997        | Anfiteatro Porto Rotondo, Włochy                           | WBO            | Carlos Salazar · Argentyna                        | Salvatore Fanni · Włochy                          | UD 12        |
| 23 maja 1997         | Presidencia Roque Saenz Pena, Argentyna                    | WBO            | Carlos Salazar · Argentyna                        | Antonio Ruiz · Meksyk                             | UD 12        |
| 8 marca 1997         | Stadio El Ferrocarel Mexicali, Meksyk                      | WBO            | Carlos Salazar Argentyna - Antonio Ruiz Meksyk    | Carlos Salazar Argentyna - Antonio Ruiz Meksyk    | PTS 12 remis |
| 25 lutego 1997       | Central Gym Osaka, Japonia                                 | WBA            | Jose Bonilla · Wenezuela                          | Hiroki Ioka · Japonia                             | TKO 7        |
| 13 grudnia 1996      | Buenos Aires, Argentyna                                    | WBO            | Carlos Salazar · Argentyna                        | Alberto Jimenez · Meksyk                          | TKO 10       |
| 24 listopada 1996    | Ubon Ratchathani, Tajlandia                                | WBA            | Jose Bonilla · Wenezuela                          | Saen Sor Ploenchit · Tajlandia                    | UD 12        |
| 8 września 1996      | Provincial Soccer Stadium Nakhon Pathom, Tajlandia         | WBA            | Saen Sor Ploenchit · Tajlandia                    | Aleksander Machmutow · Rosja                      | UD 12        |
| 6 września 1996      | Sociedad de Formento Buenos Aires, Argentyna               | WBO            | Alberto Jimenez Meksyk - Carlos Salazar Argentyna | Alberto Jimenez Meksyk - Carlos Salazar Argentyna | PTS 12 remis |
| 22 czerwca 1996      | Prince George, Kanada                                      | IBO            | Scotty Olson Kanada - Rudy Idanio Filipiny        | Scotty Olson Kanada - Rudy Idanio Filipiny        | PTS 12 remis |
| 1 czerwca 1996       | Caesars Tahoe Stateline, USA                               | WBO            | Alberto Jimenez · Meksyk                          | Jose Lopez · Portoryko                            | UD 12        |
| 24 marca 1996        | Zeer Shopping Center Rangsit, Tajlandia                    | WBA            | Saen Sor Ploenchit · Tajlandia                    | Leo Gamez · Wenezuela                             | SD 12        |
| 23 marca 1996        | Caesars Palace Las Vegas, USA                              | WBO            | Alberto Jimenez · Meksyk                          | Miguel Martinez · Meksyk                          | TKO 5        |
| 7 marca 1996         | Convention Centre Edmonton, Kanada                         | IBO            | Scotty Olson Kanada - Jesus Zuniga Kolumbia       | Scotty Olson Kanada - Jesus Zuniga Kolumbia       | TD 2 remis   |
| 14 stycznia 1996     | Municipal Hall Grounds Nonthaburi, Tajlandia               | WBA            | Saen Sor Ploenchit · Tajlandia                    | Chang Yong-soon · Korea Południowa                | UD 12        |
| 17 października 1995 | Prefectural Gymnasium Osaka, Japonia                       | WBA            | Saen Sor Ploenchit · Tajlandia                    | Hiroki Ioka · Japonia                             | TKO 10       |
| 9 października 1995  | Auditorio Municipal Tijuana, Meksyk                        | WBO            | Alberto Jimenez · Meksyk                          | Zolile Mbityi · Południowa Afryka                 | TKO 2        |
| 17 czerwca 1995      | National Ice Rink Cardiff, Wielka Brytania                 | WBO            | Alberto Jimenez · Meksyk                          | Robbie Regan · Wielka Brytania                    | RTD 9        |
| 7 maja 1995          | Ank-Seng Samakee Stadium Hat Yai, Tajlandia                | WBA            | Saen Sor Ploenchit · Tajlandia                    | Evangelio Perez · Panama                          | UD 12        |
| 28 kwietnia 1995     | Convention Centre Edmonton, Kanada                         | IBO            | Scotty Olson · Kanada                             | Jorge Luis Roman · Meksyk                         | UD 12        |
| 11 lutego 1995       | Carousel Casino Hammanskraal, Republika Południowej Afryki | WBO            | Alberto Jimenez · Meksyk                          | Jackob Matlala · Południowa Afryka                | TKO 8        |
| 25 grudnia 1994      | Provincial Stadium Rayong, Tajlandia                       | WBA            | Saen Sor Ploenchit · Tajlandia                    | Danny Núñez · Dominikana                          | TKO 11       |
| 9 grudnia 1994       | Convention Centre Edmonton, Kanada                         | IBO            | Scotty Olson · Kanada                             | Roger Espanola · Filipiny                         | UD 12        |
| 15 października 1994 | Superbowl Sun City, Republika Południowej Afryki           | WBO            | Jacob Matlala · Południowa Afryka                 | Pretty Boy Lucas · Filipiny                       | UD 12        |
| 24 września 1994     | Kanchanaburi, Tajlandia                                    | WBA            | Saen Sor Ploenchit · Tajlandia                    | Kim Yong-kang · Korea Południowa                  | UD 12        |
| 11 czerwca 1994      | Provincial Stadium Wattanakorn, Tajlandia                  | WBA            | Saen Sor Ploenchit · Tajlandia                    | Aquilles Guzman · Wenezuela                       | MD 12        |
| 11 czerwca 1994      | York Hall Londyn, Wielka Brytania                          | WBO            | Jacob Matlala · Południowa Afryka                 | Francis Ampofo · Wielka Brytania                  | TKO 9        |
| 10 kwietnia 1994     | Anusom Stadium Samut Prakan, Tajlandia                     | WBA            | Saen Sor Ploenchit · Tajlandia                    | Jesus Rojas · Wenezuela                           | UD 12        |
| 13 lutego 1994       | Provincial Gymnasium Chachoengsao, Tajlandia               | WBA            | Saen Sor Ploenchit · Tajlandia                    | David Griman · Wenezuela                          | UD 12        |
| 4 grudnia 1993       | Suberbowl Sun City, Republika Południowej Afryki           | WBO            | Jacob Matlala · Południowa Afryka                 | Luigi Camputaro · Włochy                          | TKO 7        |
| 4 października 1993  | Gimnasio Luis Ramos Puerto La Cruz, Wenezuela              | WBA            | David Griman · Wenezuela                          | Alvaro Mercado · Kolumbia                         | UD 12        |
| 21 czerwca 1993      | Prefectural Gymnasium Osaka, Japonia                       | WBA            | David Griman · Wenezuela                          | Hiroki Ioka · Japonia                             | TKO 8        |
| 15 maja 1993         | Scottish Exhibition Centre Glasgow, Wielka Brytania        | WBO            | Jacob Matlala · Południowa Afryka                 | Pat Clinton · Wielka Brytania                     | TKO 8        |
| 15 grudnia 1992      | Parque Naciones Unidas Caracas, Wenezuela                  | WBA            | David Griman · Wenezuela                          | Aquiles Guzman · Wenezuela                        | UD 12        |
| 26 września 1992     | Indoor Gymnasium Pohang, Korea Południowa                  | WBA            | Aquiles Guzman · Wenezuela                        | Kim Yong-kang · Korea Południowa                  | UD 12        |
| 19 września 1992     | Scottish Exhibition Centre Glasgow, Wielka Brytania        | WBO            | Pat Clinton · Wielka Brytania                     | Danny Porter · Wielka Brytania                    | UD 12        |
| 24 marca 1992        | Incheon Indoor Gymnasium Incheon, Korea Południowa         | WBA            | Kim Yong-kang · Korea Południowa                  | Jon Penalosa · Filipiny                           | KO 6         |
| 18 marca 1992        | Kelvin Hall Glasgow, Wielka Brytania                       | WBO            | Pat Clinton · Wielka Brytania                     | Isidro Pérez · Meksyk                             | SD 12        |
| 5 października 1991  | Incheon Gymnasium Incheon, Korea Południowa                | WBA            | Kim Yong-kang · Korea Południowa                  | Leo Gamez · Wenezuela                             | UD 12        |
| 10 sierpnia 1991     | Estadio Chile Santiago de Chile, Chile                     | WBO            | Isidro Pérez · Meksyk                             | Alli Galvez · Chile                               | SD 12        |
| 1 czerwca 1991       | Hilton Hotel Seul, Korea Południowa                        | WBA            | Kim Yong-kang · Korea Południowa                  | Elvis Alvarez · Kolumbia                          | UD 12        |
| 14 marca 1991        | Tokyo Budokan Tokio, Japonia                               | WBA            | Elvis Alvarez · Kolumbia                          | Leopard Tamakuma · Japonia                        | UD 12        |
| 6 grudnia 1990       | Prefectural Gymnasium Aomori, Japonia                      | WBA            | Leopard Tamakuma Japonia - Jesus Rojas Wenezuela  | Leopard Tamakuma Japonia - Jesus Rojas Wenezuela  | PTS 12 remis |
| 3 listopada 1990     | Centro Internacional Acapulco Acapulco, Meksyk             | WBO            | Isidro Pérez · Meksyk                             | Alli Galvez · Chile                               | UD 12        |
| 18 sierpnia 1990     | Auditorio Juan Pachin Vicens Ponce, Portoryko              | WBO            | Isidro Pérez · Meksyk                             | Angel Rosario · Portoryko                         | TKO 12       |
| 29 lipca 1990        | City Gymnasium Mito, Japonia                               | WBA            | Leopard Tamakuma · Japonia                        | Lee Yul-woo · Korea Południowa                    | TKO 10       |
| 10 marca 1990        | Chungmu Gymnasium Daejeon, Korea Południowa                | WBA            | Lee Yul-woo · Korea Południowa                    | Jesus Rojas · Wenezuela                           | SD 12        |

## 1980-1989
| data                 | miejsce                                                    | organizacja | zwycięzca                                                          | pokonany                                                           | wynik        |
| -------------------- | ---------------------------------------------------------- | ----------- | ------------------------------------------------------------------ | ------------------------------------------------------------------ | ------------ |
| 8 listopada 1989     | Grand Hall Londyn, Wielka Brytania                         | IBF         | Dave McAuley · Wielka Brytania                                     | Dodie Boy Penalosa · Filipiny                                      | SD 12        |
| 30 września 1989     | Coliseo Humberto Perea Barranquilla, Kolumbia              | WBA         | Jesus Rojas · Wenezuela                                            | Fidel Bassa · Kolumbia                                             | UD 12        |
| 7 czerwca 1989       | The Arena Londyn, Wielka Brytania                          | IBF         | Dave McAuley · Wielka Brytania                                     | Duke McKenzie · Wielka Brytania                                    | UD 12        |
| 3 czerwca 1989       | Municipal Stadium Trang, Tajlandia                         | WBC         | Sot Chitalada · Tajlandia                                          | Kim Yong-kang · Korea Południowa                                   | SD 12        |
| 15 kwietnia 1989     | Salon Jumbo del Country Club Barranquilla, Kolumbia        | WBA         | Fidel Bassa · Kolumbia                                             | Julio Gudino · Panama                                              | TKO 6        |
| 8 marca 1989         | Londyn, Wielka Brytania                                    | IBF         | Duke McKenzie · Wielka Brytania                                    | Tony DeLuca · Stany Zjednoczone                                    | TKO 4        |
| 5 marca 1989         | Prefectural Gymnasium Aomori, Japonia                      | WBC         | Kim Yong-kang · Korea Południowa                                   | Leopard Tamakuma · Japonia                                         | UD 12        |
| 3 marca 1989         | Medellin, Kolumbia                                         | WBO         | Elvis Alvarez · Kolumbia                                           | Miguel Mercedes · Dominikana                                       | UD 12        |
| 12 listopada 1988    | Indoor Gymnasium Chongju, Południowa Korea                 | WBC         | Kim Yong-kang · Korea Południowa                                   | Emil Romano · Filipiny                                             | UD 12        |
| 5 października 1988  | Grand Hall Londyn, Wielka Brytania                         | IBF         | Duke McKenzie · Wielka Brytania                                    | Rolando Bohol · Filipiny                                           | TKO 11       |
| 2 października 1988  | Freeman Coliseum San Antonio, Stany Zjednoczone            | WBA         | Fidel Bassa · Kolumbia                                             | Ray Medel · Stany Zjednoczone                                      | UD 12        |
| 24 lipca 1988        | Indoor Gymnasium Pohang, Południowa Korea                  | WBC         | Kim Yong-kang · Korea Południowa                                   | Sot Chitalada · Tajlandia                                          | UD 12        |
| 6 maja 1988          | Araneta Coliseum Quezon, Filipiny                          | IBF         | Rolando Bohol · Filipiny                                           | Park Cho-woon · Korea Południowa                                   | UD 15        |
| 26 marca 1988        | Kings Hall Belfast, Wielka Brytania                        | WBA         | Fidel Bassa · Kolumbia                                             | Dave McAuley · Wielka Brytania                                     | UD 12        |
| 31 stycznia 1988     | Castle Hall Osaka, Japonia                                 | WBC         | Sot Chitalada · Tajlandia                                          | Hideaki Kamishiro · Japonia                                        | RTD 7        |
| 16 stycznia 1988     | Rizal Memorial Sports Complex Manila, Filipiny             | IBF         | Rolando Bohol · Filipiny                                           | Choi Chang-ho · Korea Południowa                                   | SD 15        |
| 18 grudnia 1987      | Plaza de Toros Indias Cartagena, Kolumbia                  | WBA         | Fidel Bassa · Kolumbia                                             | Felix Marti · Dominikana                                           | UD 12        |
| 5 września 1987      | Hua Mark Stadium Bangkok, Tajlandia                        | WBC         | Sot Chitalada · Tajlandia                                          | Ahn Rae-ki · Korea Południowa                                      | KO 4         |
| 5 września 1987      | Araneta Coliseum Quezon, Filipiny                          | IBF         | Choi Chang-ho · Korea Południowa                                   | Dodie Boy Penalosa · Filipiny                                      | KO 11        |
| 15 sierpnia 1987     | Gimnasio Nuevo Panama Panama, Panama                       | WBA         | Fidel Bassa Kolumbia - Hilario Zapata Panama                       | Fidel Bassa Kolumbia - Hilario Zapata Panama                       | PTS 15 remis |
| 25 kwietnia 1987     | Kings Hall Belfast, Wielka Brytania                        | WBA         | Fidel Bassa · Kolumbia                                             | Dave McAuley · Wielka Brytania                                     | TKO 13       |
| 22 lutego 1987       | Indoor Gymnasium Incheon, Korea Południowa                 | IBF         | Dodie Boy Penalosa · Filipiny                                      | Shin Hi-sup · Korea Południowa                                     | KO 5         |
| 13 lutego 1987       | Country Club Tennis Stadium Barranquilla, Kolumbia         | WBA         | Fidel Bassa · Kolumbia                                             | Hilario Zapata · Panama                                            | UD 15        |
| 10 grudnia 1986      | Hua Mark Indoor Stadium Bangkok, Tajlandia                 | WBC         | Sot Chitalada · Tajlandia                                          | Gabriel Bernal · Meksyk                                            | UD 12        |
| 7 grudnia 1986       | Hotel Quatro Rodas Salvador, Brazylia                      | WBA         | Hilario Zapata · Panama                                            | Claudemir Dias · Brazylia                                          | UD 15        |
| 22 listopada 1986    | City Gymnasium Chuncheon, Korea Południowa                 | IBF         | Shin Hi-sup · Korea Południowa                                     | Henry Brent · Stany Zjednoczone                                    | TKO 13       |
| 13 września 1986     | Gimnasio Nuevo Panama Panama, Panama                       | WBA         | Hilario Zapata · Panama                                            | Alberto Castro · Kolumbia                                          | SD 15        |
| 2 sierpnia 1986      | Indoor Gymnasium Incheon, Korea Południowa                 | IBF         | Shin Hi-sup · Korea Południowa                                     | Jung Bi-wong · Korea Południowa                                    | TKO 15       |
| 5 lipca 1986         | University of Life Stadium Manila, Filipiny                | WBA         | Hilario Zapata · Panama                                            | Dodie Boy Penalosa · Filipiny                                      | UD 15        |
| 27 kwietnia 1986     | Kudok Gymnasium Busan, Korea Południowa                    | IBF         | Jung Bi-won · Korea Południowa                                     | Chung Jong-kwan · Korea Południowa                                 | MD 15        |
| 7 kwietnia 1986      | Municipal Gymnasium Nirasaki, Japonia                      | WBA         | Hilario Zapata · Panama                                            | Shuichi Hozumi · Japonia                                           | UD 15        |
| 22 lutego 1986       | El Saba Al Salem Stadium Kuwejt City, Kuwejt               | WBC         | Sot Chitalada · Tajlandia                                          | Freddy Castillo · Meksyk                                           | UD 12        |
| 31 stycznia 1986     | Gimnasio Nuevo Panama Panama, Panama                       | WBA         | Hilario Zapata · Panama                                            | Javier Lucas · Meksyk                                              | UD 15        |
| 20 grudnia 1985      | Kudok Gymnasium Busan, Korea Południowa                    | IBF         | Chung Jong-kwan · Korea Południowa                                 | Kwon Soon-chun · Korea Południowa                                  | TKO 4        |
| 5 października 1985  | Gimnasio Nuevo Panama Panama, Panama                       | WBA         | Hilario Zapata · Panama                                            | Alonzo Gonzalez · Stany Zjednoczone                                | UD 15        |
| 17 lipca 1985        | Masan Gymnasium Masan, Korea Południowa                    | IBF         | Kwon Soon-chun Korea Południowa - Chung Jong-kwan Korea Południowa | Kwon Soon-chun Korea Południowa - Chung Jong-kwan Korea Południowa | PTS 15 remis |
| 22 czerwca 1985      | National Stadium Gymnasium Bangkok, Tajlandia              | WBC         | Sot Chitalada Tajlandia - Gabriel Bernal Meksyk                    | Sot Chitalada Tajlandia - Gabriel Bernal Meksyk                    | PTS 12 remis |
| 6 maja 1985          | Palais des Sports Grenoble, Francja                        | WBA         | Santos Benigno Laciar · Argentyna                                  | Antoine Montero · Francja                                          | UD 15        |
| 15 kwietnia 1985     | Indoor Gymnasium Pohang, Korea Południowa                  | IBF         | Kwon Soon-chun · Korea Południowa                                  | Shinobu Kawashima · Japonia                                        | KO 3         |
| 20 lutego 1985       | Alexandra Palace Londyn, Wielka Brytania                   | WBC         | Sot Chitalada · Tajlandia                                          | Charlie Magri · Wielka Brytania                                    | TKO 5        |
| 25 stycznia 1985     | Chungmu Gymnasium Daejeon, Korea Południowa                | IBF         | Kwon Soon-chun Korea Południowa - Chung Jong-kwan Korea Południowa | Kwon Soon-chun Korea Południowa - Chung Jong-kwan Korea Południowa | PTS 15 remis |
| 8 grudnia 1984       | Estadio Luna Park Buenos Aires, Argentyna                  | WBA         | Santos Benigno Laciar · Argentyna                                  | Hilario Zapata · Panama                                            | UD 15        |
| 8 października 1984  | Bangkok, Tajlandia                                         | WBC         | Sot Chitalada · Tajlandia                                          | Gabriel Bernal · Meksyk                                            | UD 12        |
| 15 września 1984     | Cordoba, Argentyna                                         | WBA         | Santos Benigno Laciar · Argentyna                                  | Prudencio Cardona · Kolumbia                                       | KO 10        |
| 7 września 1984      | Chungju, Korea Południowa                                  | IBF         | Kwon Soon-chun · Korea Południowa                                  | Joaquin Flores Caraballo · Kolumbia                                | KO 12        |
| 1 czerwca 1984       | Nîmes, Francja                                             | WBC         | Gabriel Bernal · Meksyk                                            | Antoine Montero · Francja                                          | TKO 11       |
| 19 maja 1984         | Daejeon, Korea Południowa                                  | IBF         | Kwon Soon-chun · Korea Południowa                                  | Ian Clyde · Kanada                                                 | UD 15        |
| 9 kwietnia 1984      | Korakuen Hall Tokio, Japonia                               | WBC         | Gabriel Bernal · Meksyk                                            | Koji Kobayashi · Japonia                                           | KO 2         |
| 25 lutego 198        | Seul, Korea Południowa                                     | IBF         | Kwon Soon-chun · Korea Południowa                                  | Roger Castillo · Filipiny                                          | TD 12        |
| 28 stycznia 1984     | Marsala, Włochy                                            | WBA         | Santos Benigno Laciar · Argentyna                                  | Juan Herrera · Meksyk                                              | SD 15        |
| 18 stycznia 1984     | Korakuen Hall Tokio, Japonia                               | WBC         | Koji Kobayashi · Japonia                                           | Frank Cedeno · Filipiny                                            | TKO 2        |
| 24 grudnia 1983      | Seul, Korea Południowa                                     | IBF         | Kwon Soon-chun · Korea Południowa                                  | Rene Busayong · Filipiny                                           | KO 5         |
| 27 września 1983     | Wembley Arena Londyn, Wielka Brytania                      | WBC         | Frank Cedeno · Filipiny                                            | Charlie Magri · Wielka Brytania                                    | TKO 6        |
| 17 lipca 1983        | Halla Gym Jeju, Korea Południowa                           | WBA         | Santos Benigno Laciar · Argentyna                                  | Shin Hi-sup · Korea Południowa                                     | TKO 1        |
| 5 maja 1983          | Sangyokan Gym Shizuoka, Japonia                            | WBA         | Santos Benigno Laciar · Argentyna                                  | Shuichi Hozumi · Japonia                                           | TKO 2        |
| 15 marca 1983        | Wembley Arena Londyn, Wielka Brytania                      | WBC         | Charlie Magri · Wielka Brytania                                    | Eleoncio Mercedes · Dominikana                                     | TKO 7        |
| 4 marca 1983         | Estadio Chateau Carreras Cordoba, Argentyna                | WBA         | Santos Benigno Laciar · Argentyna                                  | Ramon Antonio Nery · Dominikana                                    | TKO 9        |
| 6 listopada 1982     | Olympic Auditorium Los Angeles, USA                        | WBC         | Eleoncio Mercedes · Dominikana                                     | Freddy Castillo · Meksyk                                           | SD 15        |
| 5 listopada 1982     | K.B. Hallen Kopenhaga, Dania                               | WBA         | Santos Benigno Laciar · Argentyna                                  | Steve Muchoki · Kenia                                              | TKO 13       |
| 14 sierpnia 1982     | Hotel del Lago Casino Maracaibo, Wenezuela                 | WBA         | Santos Benigno Laciar · Argentyna                                  | Betulio González · Wenezuela                                       | SD 15        |
| 24 lipca 1982        | Carte Clara Stadium Merida, Meksyk                         | WBC         | Freddy Castillo · Meksyk                                           | Prudencio Cardona · Kolumbia                                       | UD 15        |
| 1 maja 1982          | Carte Clara Stadium Merida, Meksyk                         | WBA         | Santos Benigno Laciar · Argentyna                                  | Juan Herrera · Meksyk                                              | TKO 13       |
| 20 marca 1982        | Estadio Tamaulipas Futbol Tampico, Meksyk                  | WBC         | Prudencio Cardona · Kolumbia                                       | Antonio Avelar · Meksyk                                            | KO 1         |
| 19 grudnia 1981      | Carte Clara Baseball Park Merida, Meksyk                   | WBA         | Juan Herrera · Meksyk                                              | Betulio González · Wenezuela                                       | TKO 7        |
| 26 września 1981     | Carte Clara Baseball Park Merida, Meksyk                   | WBA         | Juan Herrera · Meksyk                                              | Luis Ibarra · Panama                                               | TKO 11       |
| 30 sierpnia 1981     | Changchung Gymnasium Seul, Południowa Korea                | WBC         | Antonio Avelar · Meksyk                                            | Kim Tae-shik · Korea Południowa                                    | KO 2         |
| 6 czerwca 198        | Estadio Luna Park Buenos Aires, Argentyna                  | WBA         | Luis Ibarra · Panama                                               | Santos Benigno Laciar · Argentyna                                  | UD 15        |
| 12 maja 1981         | City Gymnasium Mito, Japonia                               | WBC         | Antonio Avelar · Meksyk                                            | Shoji Oguma · Japonia                                              | KO 7         |
| 28 marca 1981        | Orlando Stadium Johannesburg, Republika Południowej Afryki | WBA         | Santos Benigno Laciar · Argentyna                                  | Peter Mathebula · Południowa Afryka                                | TKO 7        |
| 3 lutego 1981        | Korakuen Hall Tokio, Japonia                               | WBC         | Shoji Oguma · Japonia                                              | Park Chan-hee · Korea Południowa                                   | MD 15        |
| 13 grudnia 1980      | Olympic Auditorium Los Angeles, USA                        | WBA         | Peter Mathebula · Południowa Afryka                                | Kim Tae-shik · Korea Południowa                                    | SD 15        |
| 18 października 1980 | Miyagi Prefectural Gymnasium Sendai, Japonia               | WBC         | Shoji Oguma · Japonia                                              | Park Chan-hee · Korea Południowa                                   | SD 15        |
| 28 lipca 1980        | Kokugikan Tokio, Japonia                                   | WBC         | Shoji Oguma · Japonia                                              | Kim Sung-jun · Korea Południowa                                    | SD 15        |
| 29 czerwca 1980      | Changchung Gymnasium Seul, Korea Południowa                | WBA         | Kim Tae-shik · Korea Południowa                                    | Arnel Arrozal · Filipiny                                           | UD 15        |
| 18 maja 1980         | Changchung Gymnasium Seul, Korea Południowa                | WBC         | Shoji Oguma · Japonia                                              | Park Chan-hee · Korea Południowa                                   | KO 9         |
| 12 kwietnia 1980     | Taegu Gymnasium Daegu, Korea Południowa                    | WBC         | Park Chan-hee · Korea Południowa                                   | Alberto Morales · Meksyk                                           | UD 15        |
| 17 lutego 1980       | Seul, Korea Południowa                                     | WBA         | Kim Tae-shik · Korea Południowa                                    | Luis Ibarra · Panama                                               | KO 2         |
| 10 lutego 1980       | Seul, Korea Południowa                                     | WBC         | Park Chan-hee · Korea Południowa                                   | Arnel Arrozal · Filipiny                                           | UD 15        |

## 1970-1979
| data                 | miejsce                                       | organizacja | zwycięzca                                               | pokonany                                                | wynik        |
| -------------------- | --------------------------------------------- | ----------- | ------------------------------------------------------- | ------------------------------------------------------- | ------------ |
| 16 grudnia 1979      | Busan, Korea Południowa                       | WBC         | Park Chan-hee · Korea Południowa                        | Guty Espadas · Meksyk                                   | TKO 2        |
| 17 listopada 1979    | Maestranza Cesar Giron Maracay, Wenezuela     | WBA         | Luis Ibarra · Panama                                    | Betulio González · Wenezuela                            | UD 15        |
| 9 września 1979      | Changchung Gymnasium Seul, Korea Południowa   | WBC         | Park Chan-hee Korea Południowa - Miguel Canto Meksyk    | Park Chan-hee Korea Południowa - Miguel Canto Meksyk    | PTS 15 remis |
| 6 lipca 1979         | Tochigi Prefectural Gym Utsunomiya, Japonia   | WBA         | Betulio González · Wenezuela                            | Shoji Oguma · Japonia                                   | KO 12        |
| 20 maja 1979         | Changchung Gymnasium Seul, Korea Południowa   | WBC         | Park Chan-hee · Korea Południowa                        | Chikara Igarashi · Japonia                              | UD 15        |
| 18 marca 1979        | Kudok Gymnasium Busan, Korea Południowa       | WBC         | Park Chan-hee · Korea Południowa                        | Miguel Canto · Meksyk                                   | UD 15        |
| 10 lutego 1979       | Parque Carta Clara Merida, Meksyk             | WBC         | Miguel Canto · Meksyk                                   | Antonio Avelar · Meksyk                                 | UD 15        |
| 29 stycznia 1979     | City Gymnasium Hamamatsu, Japonia             | WBA         | Betulio González Wenezuela - Shoji Oguma Japonia        | Betulio González Wenezuela - Shoji Oguma Japonia        | PTS 15 remis |
| 20 listopada 1978    | Sam Houston Coliseum Houston, USA             | WBC         | Miguel Canto · Meksyk                                   | Facomron Vibonchai · Tajlandia                          | SD 15        |
| 4 listopada 1978     | Maracay, Wenezuela                            | WBA         | Betulio González · Wenezuela                            | Martin Vargas · Chile                                   | TKO 12       |
| 12 sierpnia 1978     | Maestranza Cesar Giron Maracay, Wenezuela     | WBA         | Betulio González · Wenezuela                            | Guty Espadas · Meksyk                                   | MD 15        |
| 18 kwietnia 1978     | Kokugikan Tokio, Japonia                      | WBC         | Miguel Canto · Meksyk                                   | Shoji Oguma · Japonia                                   | UD 15        |
| 4 stycznia 1978      | City Sogo Gym Koriyama, Japonia               | WBC         | Miguel Canto · Meksyk                                   | Shoji Oguma · Japonia                                   | SD 15        |
| 2 stycznia 1978      | Shinagawa Sports Land Tokio, Japonia          | WBA         | Guty Espadas · Meksyk                                   | Kimio Furesawa · Japonia                                | TKO 7        |
| 30 listopada 1977    | Estadio Nacional Santiago de Chile, Chile     | WBC         | Miguel Canto · Meksyk                                   | Martin Vargas · Chile                                   | UD 15        |
| 19 listopada 1977    | Sports Arena Los Angeles, USA                 | WBA         | Guty Espadas · Meksyk                                   | Alex Santana · Nikaragua                                | KO 8         |
| 17 września 1977     | Parque Carta Clara Merida, Meksyk             | WBC         | Miguel Canto · Meksyk                                   | Martin Vargas · Chile                                   | UD 15        |
| 15 czerwca 1977      | Shinagawa Sports Land Tokio, Japonia          | WBC         | Miguel Canto · Meksyk                                   | Kimio Furesawa · Japonia                                | UD 15        |
| 30 kwietnia 1977     | Merida, Meksyk                                | WBA         | Guty Espadas · Meksyk                                   | Alfonso Lopez · Panama                                  | TKO 13       |
| 24 kwietnia 1977     | Nuevo Circo Caracas, Wenezuela                | WBC         | Miguel Canto · Meksyk                                   | Luis Reyes Arnal · Wenezuela                            | SD 15        |
| 1 stycznia 1977      | Nihon University Auditorium Tokio, Japonia    | WBA         | Guty Espadas · Meksyk                                   | Jiro Takada · Japonia                                   | TKO 7        |
| 19 listopada 1976    | Sports Arena Los Angeles, USA                 | WBC         | Miguel Canto · Meksyk                                   | Orlando Javierto · Filipiny                             | UD 15        |
| 3 października 1976  | Nuevo Circo Caracas, Wenezuela                | WBC         | Miguel Canto · Meksyk                                   | Betulio González · Wenezuela                            | SD 15        |
| 2 października 1976  | Sports Arena Los Angeles, USA                 | WBA         | Guty Espadas · Meksyk                                   | Alfonso Lopez · Panama                                  | TKO 13       |
| 15 maja 1976         | Parque Carta Clara Merida, Meksyk             | WBC         | Miguel Canto · Meksyk                                   | Susumu Hanagata · Japonia                               | UD 15        |
| 21 kwietnia 1976     | Nihon University Auditorium Tokio, Japonia    | WBA         | Alfonso Lopez · Panama                                  | Shoji Oguma · Japonia                                   | MD 15        |
| 27 lutego 1976       | Araneta Coliseum Manila, Filipiny             | WBA         | Alfonso Lopez · Panama                                  | Erbito Salavarria · Filipiny                            | TKO 15       |
| 13 grudnia 1975      | Parque Carta Clara Merida, Meksyk             | WBC         | Miguel Canto · Meksyk                                   | Ignacio Espinal · Dominikana                            | UD 15        |
| 7 października 1975  | Bunka Gym Jokohama, Japonia                   | WBA         | Erbito Salavarria · Filipiny                            | Susumu Hanagata · Japonia                               | SD 15        |
| 23 sierpnia 1975     | Parque Carta Clara Merida, Meksyk             | WBC         | Miguel Canto · Meksyk                                   | Jiro Takada · Japonia                                   | TKO 11       |
| 24 maja 1975         | Plaza de Toros Monumental Monterrey, Meksyk   | WBC         | Miguel Canto · Meksyk                                   | Betulio González · Wenezuela                            | SD 15        |
| 1 kwietnia 1975      | Prefectural Gymnasium Toyama, Japonia         | WBA         | Erbito Salavarria · Filipiny                            | Susumu Hanagata · Japonia                               | SD 15        |
| 8 stycznia 1975      | Miyagi Spots Center Sendai, Japonia           | WBC         | Miguel Canto · Meksyk                                   | Shoji Oguma · Japonia                                   | MD 15        |
| 18 października 1974 | Bunka Gym Jokohama, Japonia                   | WBA         | Susumu Hanagata · Japonia                               | Chartchai Chionoi · Tajlandia                           | TKO 6        |
| 1 października 1974  | Nihon Universy Auditorium Tokio, Japonia      | WBC         | Shoji Oguma · Japonia                                   | Betulio González · Wenezuela                            | SD 15        |
| 20 lipca 1974        | Lignano Sabbiadoro, Włochy                    | WBC         | Betulio González · Wenezuela                            | Franco Udella · Włochy                                  | TKO 10       |
| 27 kwietnia 1974     | Hallenstadion Zurych, Szwajcaria              | WBA         | Chartchai Chionoi · Tajlandia                           | Fritz Chervet · Szwajcaria                              | SD 15        |
| 17 listopada 1973    | Caracas, Wenezuela                            | WBC         | Betulio González · Wenezuela                            | Alberto Morales · Meksyk                                | TKO 11       |
| 27 października 1973 | Hua Mark Stadium Bangkok, Tajlandia           | WBA         | Chartchai Chionoi · Tajlandia                           | Susumu Hanagata · Japonia                               | UD 15        |
| 4 sierpnia 1973      | Estadio Luis Aparicio Maracaibo, Wenezuela    | WBC         | Betulio González · Wenezuela                            | Miguel Canto · Meksyk                                   | MD 15        |
| 17 maja 1973         | National Stadium Gymnasium Bangkok, Tajlandia | WBA         | Chartchai Chionoi · Tajlandia                           | Fritz Chervet · Szwajcaria                              | TKO 5        |
| 9 lutego 1973        | Kittikachorn Stadium Bangkok, Tajlandia       | WBC         | Venice Borkhorsor · Tajlandia                           | Erbito Salavarria · Filipiny                            | UD 15        |
| 2 stycznia 1973      | Nihon University Auditorium Tokio, Japonia    | WBA         | Masao Oba · Japonia                                     | Chartchai Chionoi · Tajlandia                           | KO 12        |
| 29 września 1972     | Kittikachorn Stadium Bangkok, Tajlandia       | WBC         | Venice Borkhorsor · Tajlandia                           | Betulio González · Wenezuela                            | TKO 10       |
| 20 czerwca 1972      | Nihon University Auditorium Tokio, Japonia    | WBA         | Masao Oba · Japonia                                     | Orlando Amores · Panama                                 | KO 5         |
| 3 czerwca 1972       | Nuevo Circo Caracas, Wenezuela                | WBC         | Betulio González · Wenezuela                            | Socrates Batoto · Filipiny                              | KO 4         |
| 4 marca 1972         | Nihon University Auditorium Tokio, Japonia    | WBA         | Masao Oba · Japonia                                     | Susumu Hanagata · Japonia                               | MD 15        |
| 20 listopada 1971    | Luis Aparicio Stadium Maracaibo, Wenezuela    | WBC         | Erbito Salavarria Filipiny - Betulio González Wenezuela | Erbito Salavarria Filipiny - Betulio González Wenezuela | PTS 15 remis |
| 23 października 1971 | Nihon University Auditorium Tokio, Japonia    | WBA         | Masao Oba · Japonia                                     | Fernando Cabanela · Filipiny                            | UD 15        |
| 30 kwietnia 1971     | Araneta Coliseum Manila, Filipiny             | WBC         | Erbito Salavarria · Filipiny                            | Susumu Hanagata · Japonia                               | UD 15        |
| 1 kwietnia 1971      | Nihon University Auditorium Tokio, Japonia    | WBA         | Masao Oba · Japonia                                     | Betulio González · Wenezuela                            | UD 15        |
| 7 grudnia 1970       | Army Sports Stadium Bangkok, Tajlandia        | WBC         | Erbito Salavarria · Filipiny                            | Chartchai Chionoi · Tajlandia                           | TKO 2        |
| 22 października 1970 | Nihon University Auditorium Tokio, Japonia    | WBA         | Masao Oba · Japonia                                     | Berkrerk Chartvanchai · Tajlandia                       | KO 13        |
| 5 kwietnia 1970      | Bangkok, Tajlandia                            | WBA         | Berkrerk Chartvanchai · Tajlandia                       | Bernabe Villacampo · Filipiny                           | SD 15        |
| 20 marca 1970        | National Stadium Gymnasium bangkok, Tajlandia | WBC         | Chartchai Chionoi · Tajlandia                           | Efren Torres · Meksyk                                   | UD 15        |

## 1960-1969
| data                 | miejsce                                           | organizacja | zwycięzca                        | pokonany                         | wynik  |
| -------------------- | ------------------------------------------------- | ----------- | -------------------------------- | -------------------------------- | ------ |
| 28 listopada 1969    | Plaza de Toros Nuevo Progreso Guadalajara, Meksyk | WBC         | Efren Torres · Meksyk            | Susumu Hanagata · Japonia        | UD 15  |
| 19 października 1969 | Prefectural Gymnasium Osaka, Japonia              | WBA         | Bernabe Villacampo · Filipiny    | Hiroyuki Ebihara · Japonia       | UD 15  |
| 30 marca 1969        | Nakajima Sports Center Sapporo, Japonia           | WBA         | Hiroyuki Ebihara · Japonia       | Jose Severino · Brazylia         | UD 15  |
| 23 lutego 1969       | El Toreo Meksyk, Meksyk                           | WBC         | Efren Torres · Meksyk            | Chartchai Chionoi · Tajlandia    | TKO 8  |
| 10 listopada 1968    | Carusathiaris Stadium Bangkok, Tajlandia          | WBC         | Chartchai Chionoi · Tajlandia    | Bernabe Villacampo · Filipiny    | UD 15  |
| 28 stycznia 1968     | El Toreo Meksyk, Meksyk                           | WBC         | Chartchai Chionoi · Tajlandia    | Efren Torres · Meksyk            | TKO 13 |
| 19 września 1967     | Empire Pool Londyn, Wielka Brytania               | WBC         | Chartchai Chionoi · Tajlandia    | Walter McGowan · Wielka Brytania | TKO 7  |
| 12 sierpnia 1967     | Estadio Luna Park Buenos Aires, Argentyna         | WBA         | Horacio Accavallo · Argentyna    | Hiroyuki Ebihara · Japonia       | MD 15  |
| 26 lipca 1967        | Kittikachorn Bangkok, Tajlandia                   | WBC         | Chartchai Chionoi · Tajlandia    | Puntip Keosuriya · Tajlandia     | KO 3   |
| 30 grudnia 1966      | Kittikachorn Stadium Bangkok, Tajlandia           | WBC         | Chartchai Chionoi · Tajlandia    | Walter McGowan · Wielka Brytania | TKO 9  |
| 10 grudnia 1966      | Estadio Luna Park Buenos Aires, Argentyna         | WBA         | Horacio Accavallo · Argentyna    | Efren Torres · Meksyk            | UD 15  |
| 15 lipca 1966        | Estadio Luna Park Buenos Aires, Argentyna         | WBA         | Horacio Accavallo · Argentyna    | Hiroyuki Ebihara · Japonia       | UD 15  |
| 14 czerwca 1966      | Empire Pool Londyn, Wielka Brytania               | WBC         | Walter McGowan · Wielka Brytania | Salvatore Burruni · Włochy       | PTS 15 |
| 1 marca 1966         | Nihon Budokan Tokio, Japonia                      | WBA         | Horacio Accavallo · Argentyna    | Katsuyoshi Takayama · Japonia    | SD 15  |
| 2 grudnia 1965       | Sydney Showgrounds Sydney, Australia              | WBC         | Salvatore Burruni · Włochy       | Rocky Gattellari · Australia     | KO 13  |
| 23 kwietnia 1965     | Palazzetto dello Sport Rzym, Włochy               | WBA / WBC   | Salvatore Burruni · Włochy       | Pone Kingpetch · Tajlandia       | UD 15  |
| 23 stycznia 1964     | Rajadamnern Stadium Bangkok, Tajlandia            | WBA / WBC   | Pone Kingpetch · Tajlandia       | Hiroyuki Ebihara · Japonia       | SD 15  |
| 18 września 1963     | Metropolitan Gym Tokio, Japonia                   | WBA / WBC   | Hiroyuki Ebihara · Japonia       | Pone Kingpetch · Tajlandia       | KO 1   |
| 12 stycznia 1963     | National Stadium Gymnasium Bangkok, Tajlandia     | WBA         | Pone Kingpetch · Tajlandia       | Fighting Harada · Japonia        | MD 15  |
| 10 października 1962 | Kokugikan Tokio, Japonia                          | WBA         | Fighting Harada · Japonia        | Pone Kingpetch · Tajlandia       | KO 11  |
| 30 maja 1962         | Kokugikan Tokio, Japonia                          | Uniwersalny | Pone Kingpetch · Tajlandia       | Kyo Noguchi · Japonia            | UD 15  |
| 27 czerwca 1961      | Kokugikan Tokio, Japonia                          | Uniwersalny | Pone Kingpetch · Tajlandia       | Mitsunori Seki · Japonia         | SD 15  |
| 22 września 1960     | Olympic Auditorium Los Angeles, USA               | Uniwersalny | Pone Kingpetch · Tajlandia       | Pascual Pérez · Argentyna        | TKO 8  |
| 16 kwietnia 1960     | Lumpinee Boxing Stadium Bangkok, Tajlandia        | Uniwersalny | Pone Kingpetch · Tajlandia       | Pascual Pérez · Argentyna        | SD 15  |

## 1950-1959
| data                 | miejsce                                                      | organizacja | zwycięzca                       | pokonany                        | wynik  |
| -------------------- | ------------------------------------------------------------ | ----------- | ------------------------------- | ------------------------------- | ------ |
| 5 listopada 1959     | Ogimachi Pool Osaka, Japonia                                 | Uniwersalny | Pascual Pérez · Argentyna       | Sadao Yaoita · Japonia          | KO 13  |
| 10 sierpnia 1959     | Metropolitan Gym Tokio, Japonia                              | Uniwersalny | Pascual Pérez · Argentyna       | Kenji Yonekura · Japonia        | UD 15  |
| 15 grudnia 1958      | Rizal Memorial Sports Complex Manila, Tajlandia              | Uniwersalny | Pascual Pérez · Argentyna       | Dommy Ursua · Tajlandia         | UD 15  |
| 19 kwietnia 1958     | Nuevo Circo Caracas, Wenezuela                               | Uniwersalny | Pascual Pérez · Argentyna       | Ramon Arias · Wenezuela         | UD 15  |
| 7 grudnia 1957       | Club Atletico Boca Juniors Buenos Aires, Argentyna           | Uniwersalny | Pascual Pérez · Argentyna       | Young Martin · Hiszpania        | KO 3   |
| 30 marca 1957        | Club Atletico San Lorenzo de Almagro Buenos Aires, Argentyna | Uniwersalny | Pascual Pérez · Argentyna       | Dai Dover · Wielka Brytania     | KO 1   |
| 30 czerwca 1956      | Montevideo, Urugwaj                                          | Uniwersalny | Pascual Pérez · Argentyna       | Oscar Suarez · Kuba             | TKO 11 |
| 11 stycznia 1956     | Estadio Luna Park Buenos Aires, Argentyna                    | Uniwersalny | Pascual Pérez · Argentyna       | Leo Espinoza · Filipiny         | UD 15  |
| 30 maja 1955         | Karakuen Baseball Stadium Tokio, Japonia                     | Uniwersalny | Pascual Pérez · Argentyna       | Yoshio Shirai · Japonia         | KO 5   |
| 26 listopada 1954    | Korakuen Baseball Stadium Tokio, Japonia                     | Uniwersalny | Pascual Pérez · Argentyna       | Yoshio Shirai · Japonia         | UD 15  |
| 24 maja 1954         | Korakuen Baseball Stadium Tokio, Japonia                     | Uniwersalny | Yoshio Shirai · Japonia         | Leo Espinoza · Filipiny         | SD 15  |
| 27 października 1953 | Korakuen Baseball Stadium Tokio, Japonia                     | Uniwersalny | Yoshio Shirai · Japonia         | Terry Allen · Wielka Brytania   | UD 15  |
| 18 maja 1953         | Korakuen Baseball Stadium Tokio, Japonia                     | Uniwersalny | Yoshio Shirai · Japonia         | Tanny Campo · Filipiny          | UD 15  |
| 15 listopada 1952    | Korakuen Baseball Stadium Tokio, Japonia                     | Uniwersalny | Yoshio Shirai · Japonia         | Dado Marino · Stany Zjednoczone | UD 15  |
| 19 maja 1952         | Korakuen Baseball Stadium Tokio, Japonia                     | Uniwersalny | Yoshio Shirai · Japonia         | Dado Marino · Stany Zjednoczone | UD 15  |
| 1 listopada 1951     | Honolulu Stadium Honolulu, USA                               | Uniwersalny | Dado Marino · Stany Zjednoczone | Terry Allen · Wielka Brytania   | UD 15  |
| 1 sierpnia 1950      | Honolulu Stadium Honolulu, USA                               | Uniwersalny | Dado Marino · Stany Zjednoczone | Terry Allen · Wielka Brytania   | UD 15  |
| 25 kwietnia 1950     | Harringay Arena Londyn, Wielka Brytania                      | Uniwersalny | Terry Allen · Wielka Brytania   | Honore Pratesi · Francja        | PTS 15 |

## 1930-1949
| data                 | miejsce                                                | organizacja     | zwycięzca                                                           | pokonany                                                            | wynik        |
| -------------------- | ------------------------------------------------------ | --------------- | ------------------------------------------------------------------- | ------------------------------------------------------------------- | ------------ |
| 30 września 1949     | Kings Hall Belfast, Wielka Brytania                    | Uniwersalny     | Rinty Monaghan Wielka Brytania - Terry Allen Wielka Brytania        | Rinty Monaghan Wielka Brytania - Terry Allen Wielka Brytania        | PTS 15 remis |
| 5 kwietnia 1949      | Kings Hall Belfast, Wielka Brytania                    | Uniwersalny     | Rinty Monaghan · Wielka Brytania                                    | Maurice Sandeyron · Francja                                         | PTS 15       |
| 23 marca 1948        | Kings Hall Belfast, Wielka Brytania                    | Uniwersalny NBA | Rinty Monaghan · Wielka Brytania                                    | Jackie Paterson · Wielka Brytania                                   | KO 7         |
| 20 października 1947 | Harringay Arena Londyn, Wielka Brytania                | NBA             | Rinty Monaghan · Wielka Brytania                                    | Dado Marino · Stany Zjednoczone                                     | PTS 15       |
| 21 lutego 1941       | Honolulu, Stany Zjednoczone                            | NBA             | Little Dado · Filipiny                                              | Jackie Jurich · Stany Zjednoczone                                   | PTS 10       |
| 16 września 1936     | Shawfield Park Glasgow, Wielka Brytania                | NBA             | Benny Lynch · Wielka Brytania                                       | Pat Palmer · Wielka Brytania                                        | KO 8         |
| 16 grudnia 1935      | Auditorium Oakland, USA                                | NYSAC           | Small Montana · Filipiny                                            | Tuffy Pierpont · Stany Zjednoczone                                  | PTS 10       |
| 16 września 1935     | Auditorium Oakland, USA                                | NYSAC           | Small Montana · Filipiny                                            | Midget Wolgast · Stany Zjednoczone                                  | PTS 10       |
| 9 września 1935      | King's Hall Manchester, Wielka Brytania                | NBA             | Benny Lynch · Wielka Brytania                                       | Jackie Brown · Wielka Brytania                                      | RTD 2        |
| 18 czerwca 1934      | Belle Vue Speedway Stadium Manchester, Wielka Brytania | NBA / IBU       | Jackie Brown Wielka Brytania - Valentin Angelmann Francja           | Jackie Brown Wielka Brytania - Valentin Angelmann Francja           | PTS 15 remis |
| 11 grudnia 1933      | King's Hall Manchester, Wielka Brytania                | NBA / IBU       | Jackie Brown · Wielka Brytania                                      | Ginger Foran · Wielka Brytania                                      | PTS 15       |
| 12 czerwca 1933      | Olympia Londyn, Wielka Brytania                        | NBA / IBU       | Jackie Brown · Wielka Brytania                                      | Valentin Angelmann · Francja                                        | PTS 15       |
| 31 października 1932 | King's Hall Manchester, Wielka Brytania                | NBA / IBU       | Jackie Brown · Wielka Brytania                                      | Victor Perez · Tunezja                                              | RTD 13       |
| 26 października 1931 | Palais des Sports Paryż, Francja                       | NBA / IBU       | Victor Perez · Tunezja                                              | Frankie Genaro · Stany Zjednoczone                                  | KO 2         |
| 3 października 1931  | Palais des Sports Paryż, Francja                       | NBA / IBU       | Frankie Genaro · Stany Zjednoczone                                  | Valentin Angelmann · Francja                                        | PTS 15       |
| 30 lipca 1931        | Lakewood Arena Waterbury, USA                          | NBA / IBU       | Frankie Genaro · Stany Zjednoczone                                  | Jackie Harmon · Stany Zjednoczone                                   | KO 6         |
| 16 lipca 1931        | Meadowbrook Arena North Adams, USA                     | NBA             | Frankie Genaro · Stany Zjednoczone                                  | Routier Parra · Chile                                               | KO 4         |
| 13 lipca 1931        | Coney Island Stadium Nowy Jork, USA                    | NYSAC           | Midget Wolgast · Stany Zjednoczone                                  | Ruby Bradley · Stany Zjednoczone                                    | UD 15        |
| 25 marca 1931        | Arena Monumental Barcelona, Hiszpania                  | NBA / IBU       | Frankie Genaro Stany Zjednoczone - Victor Ferrand Hiszpania         | Frankie Genaro Stany Zjednoczone - Victor Ferrand Hiszpania         | PTS 15 remis |
| 26 grudnia 1930      | Madison Square Garden Nowy Jork, USA                   | NBA NYSAC       | Midget Wolgast Stany Zjednoczone - Frankie Genaro Stany Zjednoczone | Midget Wolgast Stany Zjednoczone - Frankie Genaro Stany Zjednoczone | PTS 15 remis |
| 10 czerwca 1930      | Coliseum Toronto, Kanada                               | NBA / IBU       | Frankie Genaro · Stany Zjednoczone                                  | Frenchy Belanger · Kanada                                           | PTS 10       |
| 16 maja 1930         | Madison Square Garden Nowy Jork, USA                   | NYSAC           | Midget Wolgast · Stany Zjednoczone                                  | Willie LaMorte · Stany Zjednoczone                                  | KO 5         |
| 21 marca 1930        | Madison Square Garden Nowy Jork, USA                   | NYSAC           | Midget Wolgast · Stany Zjednoczone                                  | Black Bill · Kuba                                                   | PTS 15       |
| 18 stycznia 1930     | Velodrome d'Hiver Paryż, Francja                       | NBA / IBU       | Frankie Genaro · Stany Zjednoczone                                  | Yvon Trevidic · Francja                                             | TKO 12       |

## 1916-1929
| data                 | miejsce                                        | organizacja | zwycięzca                                             | pokonany                                              | wynik        |
| -------------------- | ---------------------------------------------- | ----------- | ----------------------------------------------------- | ----------------------------------------------------- | ------------ |
| 17 października 1929 | Royal Albert Hall Kensington, Wielka Brytania  | NBA / IBU   | Frankie Genaro · Stany Zjednoczone                    | Ernie Jarvis · Wielka Brytania                        | PTS 15       |
| 18 kwietnia 1929     | Velodrome d'Hiver Paryż, Francja               | NBA / IBU   | Frankie Genaro · Stany Zjednoczone                    | Emile Pladner · Francja                               | DQ 5         |
| 12 marca 1929        | Coliseum Toronto, Kanada                       | NYSAC       | Corporal Izzy Schwartz · Stany Zjednoczone            | Frenchy Belanger · Kanada                             | PTS 12       |
| 2 marca 1929         | Velodrome d'Hiver Paryż, Francja               | NBA / IBU   | Emile Pladner · Francja                               | Frankie Genaro · Stany Zjednoczone                    | KO 1         |
| 14 grudnia 1928      | Olympia Stadium Detroit, USA                   | NBA         | Frankie Genaro · Stany Zjednoczone                    | Steve Rocco · Kanada                                  | DQ 2         |
| 15 października 1928 | Coliseum Toronto, Kanada                       | NBA         | Frankie Genaro · Stany Zjednoczone                    | Frenchy Belanger · Kanada                             | PTS 10       |
| 31 sierpnia 1928     | Ocean View A.A. Long Branch, USA               | NYSAC       | Corporal Izzy Schwartz · Stany Zjednoczone            | Frisco Grande · Filipiny                              | KO 8         |
| 3 sierpnia 1928      | Playland Stadium Nowy Jork, USA                | NYSAC       | Corporal Izzy Schwartz · Stany Zjednoczone            | Little Jeff Smith · Stany Zjednoczone                 | KO 4         |
| 23 lipca 1928        | Coliseum Toront, Kanada                        | NBA         | Frankie Genaro Stany Zjednoczone - Steve Rocco Kanada | Frankie Genaro Stany Zjednoczone - Steve Rocco Kanada | PTS 10 remis |
| 20 lipca 1928        | Playland Stadium Nowy Jork, USA                | NYSAC       | Corporal Izzy Schwartz · Stany Zjednoczone            | Frisco Grande · Filipiny                              | DQ 4         |
| 9 kwietnia 1928      | St, Nicholas Arena Nowy Jork, USA              | NYSAC       | Corporal Izzy Schwartz · Stany Zjednoczone            | Routier Parra · Chile                                 | PTS 15       |
| 6 lutego 1928        | Coliseum Toronto, Kanada                       | NBA         | Frankie Genaro · Stany Zjednoczone                    | Frenchy Belanger · Kanada                             | PTS 10       |
| 19 grudnia 1927      | Coliseum Toronto, Kanada                       | NBA         | Frenchy Belanger · Kanada                             | Ernie Jarvis · Wielka Brytania                        | PTS 12       |
| 16 grudnia 1927      | Madison Square Garden Nowy Jork, USA           | NYSAC       | Corporal Izzy Schwartz · Stany Zjednoczone            | Newsboy Brown · Stany Zjednoczone                     | PTS 15       |
| 22 października 1927 | State Armory Bridgeport, USA                   | NBA         | Pinky Silverberg · Stany Zjednoczone                  | Ruby Bradley · Stany Zjednoczone                      | DQ 7         |
| 7 lipca 1926         | Olympic Auditorium Los Angeles, USA            | NBA         | Fidel LaBarba · Stany Zjednoczone                     | Georgie Rivers · Stany Zjednoczone                    | PTS 10       |
| 22 sierpnia 1925     | Ascot Park Los Angeles, USA                    | NBA         | Fidel LaBarba · Stany Zjednoczone                     | Frankie Genaro · Stany Zjednoczone                    | PTS 10       |
| 2 maja 1925          | Ilolio City, Filipiny                          | Uniwersalny | Pancho Villa · Filipiny                               | Clever Sencio · Filipiny                              | UD 15        |
| 30 maja 1924         | Henderson's Bowl Nowy Jork, USA                | Uniwersalny | Pancho Villa · Filipiny                               | Frankie Ash · Wielka Brytania                         | UD 15        |
| 12 października 1923 | 5th Regiment Armory Baltimore, USA             | Uniwersalny | Pancho Villa · Filipiny                               | Benny Schwartz · Stany Zjednoczone                    | PTS 15       |
| 18 czerwca 1923      | Polo Grounds Nowy Jork, Stany Zjednoczone      | Uniwersalny | Pancho Villa · Filipiny                               | Jimmy Wilde · Wielka Brytania                         | KO 7         |
| 29 kwietnia 1918     | National Sporting Club Londyn, Wielka Brytania | Uniwersalny | Jimmy Wilde · Wielka Brytania                         | Dick Heasman · Wielka Brytania                        | RTD 2        |
| 11 marca 1917        | National Sporting Club Londyn, Wielka Brytania | Uniwersalny | Jimmy Wilde · Wielka Brytania                         | George Clark · Wielka Brytania                        | TKO 4        |
| 18 grudnia 1916      | Holborn Stadium Londyn, Wielka Brytania        | Uniwersalny | Jimmy Wilde · Wielka Brytania                         | Young Zulu Kid · Stany Zjednoczone                    | TKO 11       |

## Legenda
- DQ - (disqualification) - dyskwalifikacja
- KO - (knockout) - nokaut
- MD - (majority decision) - decyzja większości
- NC - (no contest) - walka uznana za nie odbytą
- PTS - walka zakończona na punkty
- RTD - (referee technical decision) - techniczna decyzja sędziów
- SD - (split-decision) - niejednogłośna decyzja
- TKO - (technical knockout) - techniczny nokaut
- UD - (unanimous decision) - jednogłośna decyzja